# Засипана капуста
Засипана капуста, також «весільна капуста», «тиманівська каша», «каша по тиманівськи» — українська страва, сягає своїм корінням у глибину століть. Існує легенда, що рецепт, господині підгледіли у козаків ще 400 років тому.
Засипана капуста була поширена на Львівщині, а саме на Дрогобиччині.  Належить до культурної нематеріальної спадщини України з 2024 року. Ця страва була улюблена для багатьох відомих людей України, зокрема для Івана Франка.
Для приготування можна обирати як свіжу, так і квашену капусту чи їх суміш. Назва «засипана» тому, що поверх капусти засипають пшоно, товчену картоплю чи квасолю. Готують страву на свята.

## Культурна спадщина
Відповідно  до  Наказу № 40 від  28.02.2020 року «Тиманівська каша — засипана капуста» була включена до Вінницького обласного переліку елементів нематеріальної культурної спадщини. Носії технології та рецептури приготування страви мешкають у с. Тиманівка, Тульчинський район, Вінницької області.
Наказом Міністерства культури та інформаційної політики України № 513 від 24.07.2024 Культура приготування та споживання «Засипаної капусти» було додано до нематеріальної спадщини України в таких галузях нематеріальної культурної спадщини, як: Звичаї, обряди, святкування; Знання та практики, що стосуються природи та всесвіту;Традиційні ремесла;Традиційна кухня; Народні промисли.  Носії культури приготування елементу мешкають у селах та містах Стрийського району Львівської області. Засипану капусту готували також й у інших частинах України, й там вона має свої особливості та свою культуру приготування та споживання. 

## Інгредієнти і спосіб приготування
Для приготування засипаної капусти необхідна свіжа та квашена капуста, свіжа морква, яйця, цибуля, пшоно, сіль, спеції (перець, перець духмяний), олія.
Цибулю і моркву чистять. Капусту ріжуть і викладають на пательню з невеликою кількістю олії, тушкують із закритою кришкою 5 хвилин. Моркву натирають на терці, цибулю — нарізають напівкільцями і кладуть на дно глиняного посуду, де далі буде запікатися страва. Капусту, а потім пшоно насипають зверху моркви і цибулі, доливають зверху трошки води і 2 ложки олії, додають спеції. Закривають кришкою і тушкують на печі або в духовій шафі за температури 160° годину. Яйця перемішуються у посудині, розводяться молоком, й в зварені капусту з пшоном вливають цю суміш тоненькою цівочкою, безперервно помішуючи . Готову страву можна прикрасити зеленню нарізаною цибулею  або шкварками (якщо не пісна страва).
Вона вважається святковою стравою, часто її готують на весілля, тому і називають ще «весільна капуста».

## Цікаво
Страва «Засипана капуста» була улюбленою для Івана Франка, гетьмана Виговського, митрополиту А. Шептицького, Івана Нечуй-Левицького, Михайло Коцюбинського, Ользі Бачинській, Соломії Крушельницькій.

## Галерея

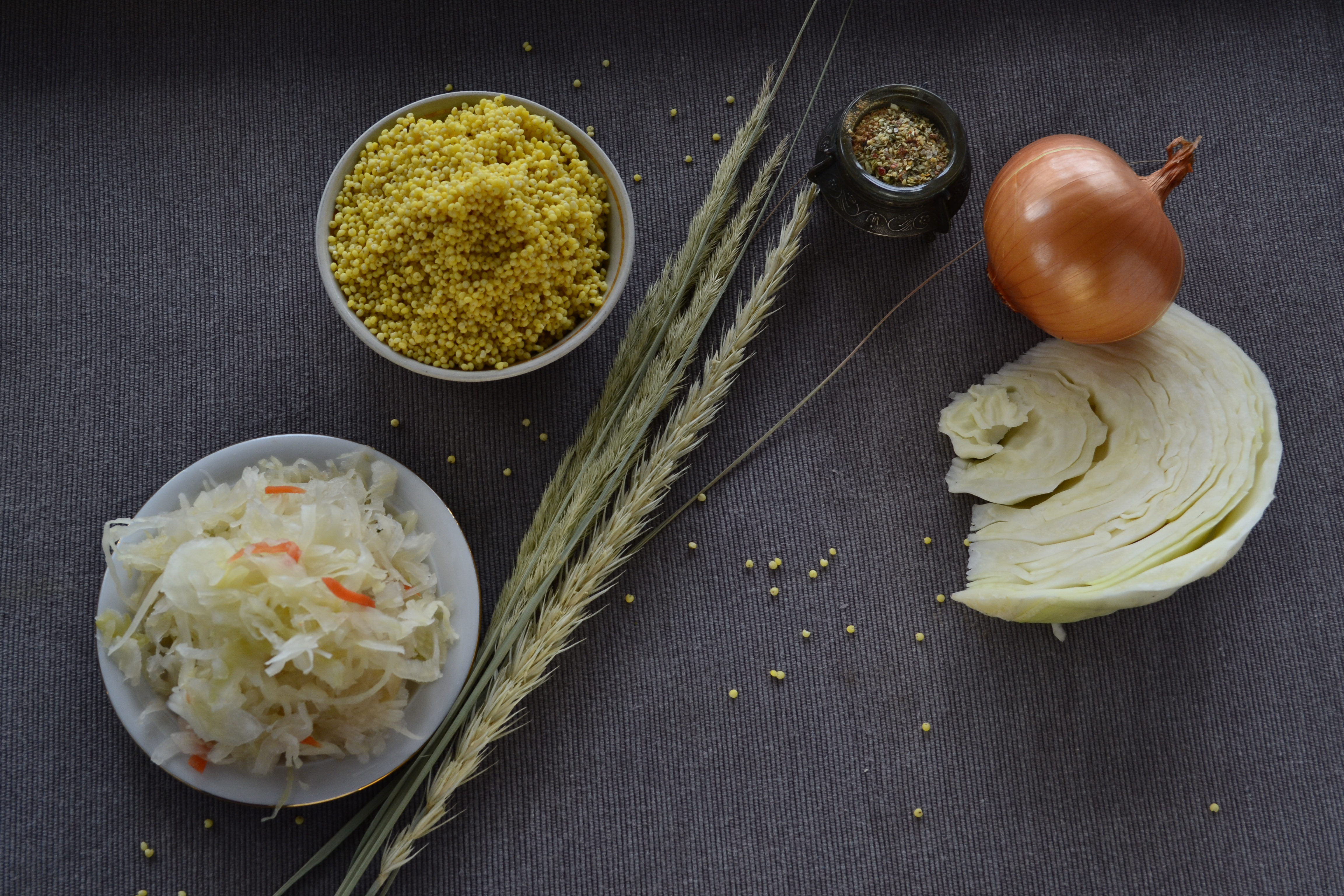
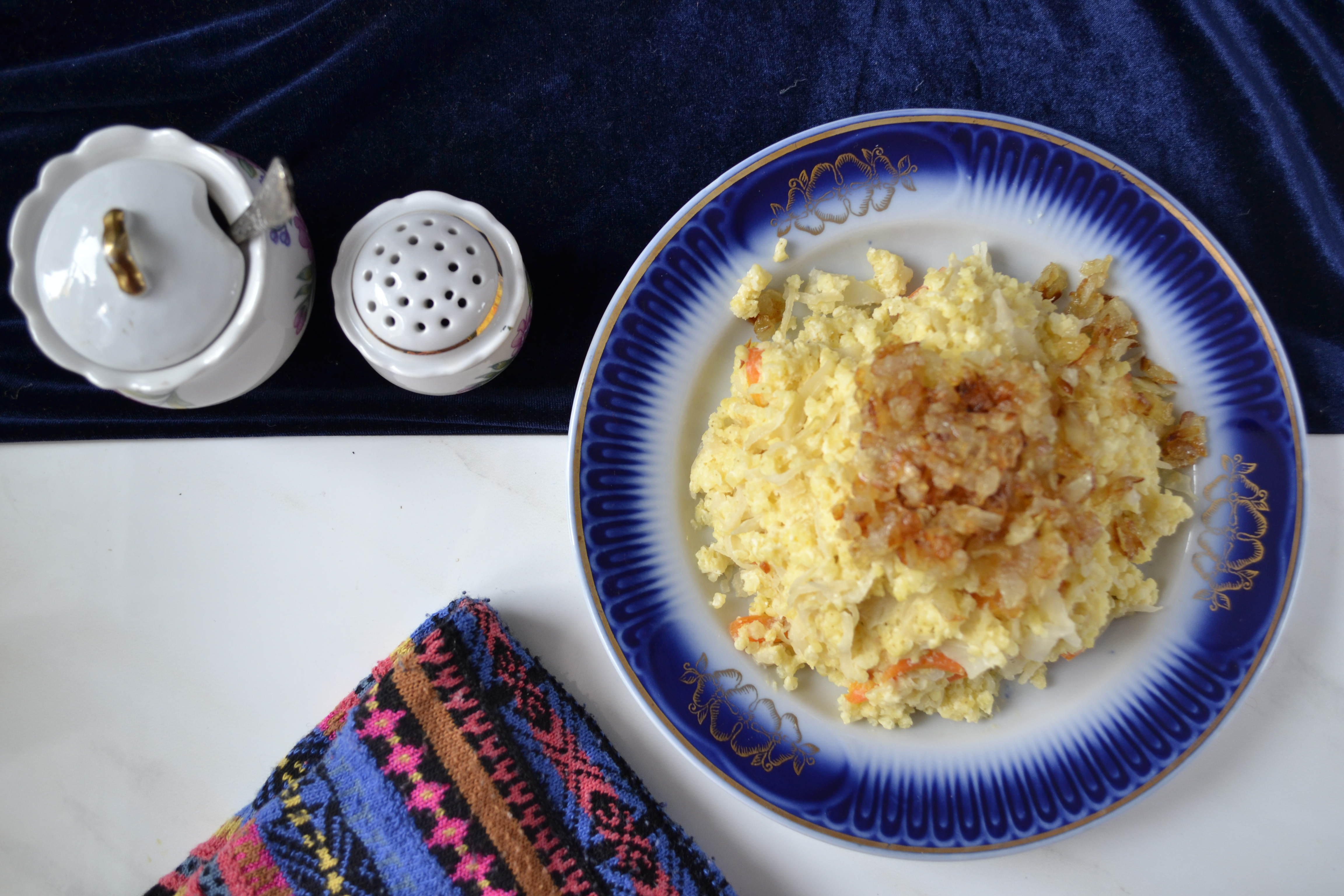
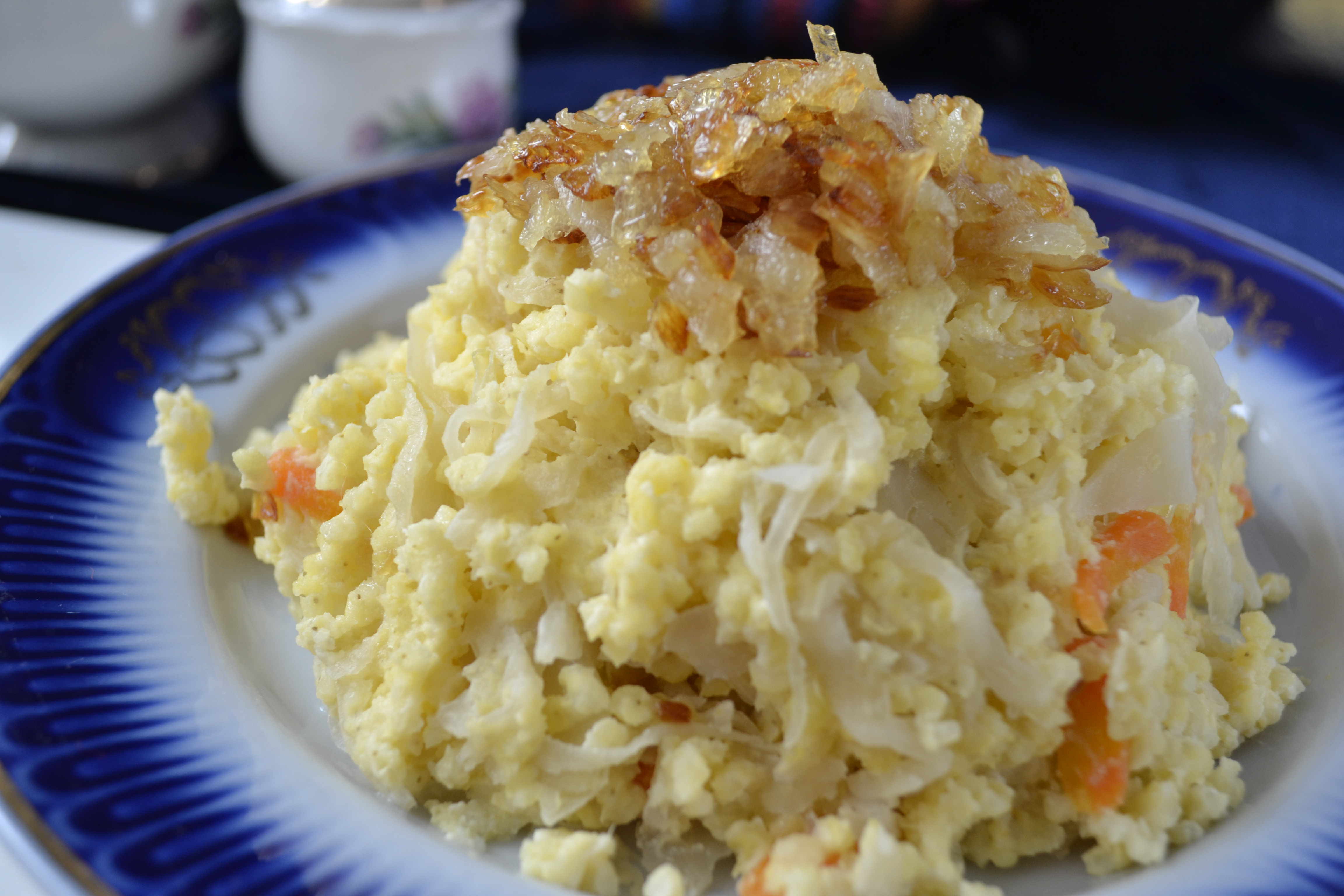
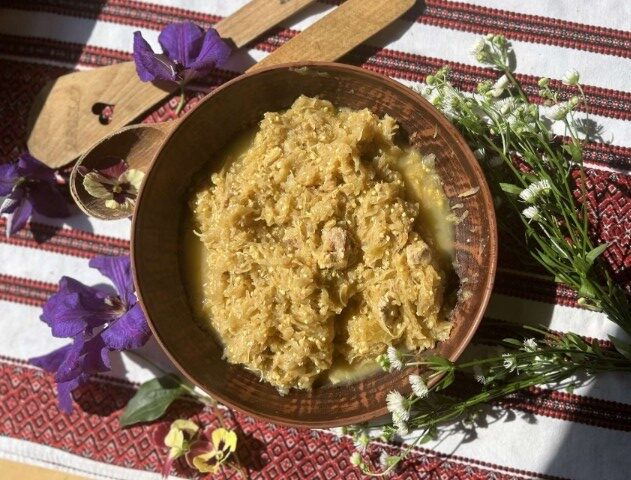